# Rumäniens Billie Jean King Cup-lag
Rumäniens Billie Jean King Cup-lag representerar Rumänien i tennisturneringen Billie Jean King Cup, och kontrolleras av Rumäniens tennisförbund.

## Historik
Rumänien deltog första gången 1973. Laget har som längst gått till kvartsfinal, vilket man gjorde 1973, 1974, 1978, 1980 1981.